# 平井加尾
平井 加尾 （ひらい かお、天保9年（1838年）- 明治42年（1909年））は、幕末から明治時代の土佐国土佐郡井口村の出身の女性。西山 加尾とも。土佐藩士平井直澄の娘。夫は衆議院議員や警視総監を歴任した西山志澄。兄に平井収二郎。

## 生涯
安政9年（1859年）前土佐藩主山内容堂の妹・友姫が三条公睦に嫁ぐ際に友姫の御付役として上洛し、以後文久2年（1862年）まで三条家に仕えた。慶応2年（1866年）志澄を婿に迎えて平井家を継がせ、間には一女を儲けた。その後、明治11年（1878年）夫婦で西山姓に復し、後に娘に平井家を再興させている。明治42年（1909年）に72歳で死去した。
なお、加尾は坂本龍馬の初恋の相手であるという説があり、龍馬が加尾に男装用の身支度（または脱藩用意の品）を調達するように指示する文久元年（1861年）の文書が残っている。加尾はこれらの品を用意したが、結局この時は龍馬は脱藩を決行せず、翌文久2年（1862年）3月に沢村惣之丞とともに脱藩した。龍馬の脱藩後、兄・収二郎から「龍馬からの相談には迂闊に乗るな」と咎められている。文久3年（1863年）6月に平井収二郎が切腹させられると龍馬は6月29日付の姉・乙女宛ての手紙で「平井収二郎のことは誠にむごい、妹の加尾の嘆きはいかばかりか」と加尾を案じている。
加尾が晩年に著した「涙痕録」では龍馬と再会できなかったことについて「女子一生の痛恨」と記している。

## 登場作品
テレビドラマ
- 『龍馬伝』（2010年、NHK大河ドラマ 演：広末涼子）